# Oreophrynella quelchii
Oreophrynella quelchii là một loài cóc trong họ Bufonidae.
Loài này có ở Brasil, Guyana, và Venezuela.
Các môi trường sống tự nhiên của chúng là cây bụi mọc ở khu vực cao nhiệt đới hoặc cận nhiệt đới và vùng nhiều đá.